# Heterachne
Heterachne là một chi thực vật có hoa trong họ Hòa thảo (Poaceae).

## Loài
Chi Heterachne gồm các loài: